# سهره ریز پنج‌رنگ
سهره ریز پنج‌رنگ (نام علمی: Lonchura quinticolor) نام یک گونه از سرده سهره‌های ریز است.